# Gonzalo Espina Peruyero
Padre Gonzalo Espina Peruyero (Piloña, 18 de fevereiro de 1953) é presbítero católico hispano-chileno. Incardinado à Arquidiocese de Oviedo, atua como missionário fidei donum na Diocese de Valdivia, Chile, da qual foi administrador apostólico entre 2017 e 2020.

## Biografia
Nasceu em Piloña, Astúrias, Espanha. Realizou seus estudos de Filosofia e Teologia na Universidade de Deusto, em Bilbao, e na Pontifícia Universidade de Salamanca, da qual recebeu o título de bacharel em Teologia, e, posteriormente, de licenciado em Teologia, especialidade Catequética. Foi ordenado presbítero em 20 de maio de 1979 e incardinado à Arquidiocese de Oviedo. Aí serviu como vigário paroquial, pároco, além de outros cargos.
Chegou a Valdivia, no Chile, em 1990, para iniciar a primeira comunidade do Movimento Adsis na América Latina. Nesse ano, o então bispo de Valdivia, Dom Alejandro Jiménez Lafeble, nomeou-o pároco da Paróquia São Paulo e assessor da então Pastoral Universitária. Trabalhou como professor no Pontifício Seminário San Fidel do Sul do Chile entre 1992 e 1997. Em 1995, tornou-se professor do Catecheticum e assessor eclesiástico da Fundação Hogar Catequístico entre 1995 e 2001. Foi integrante da Comissão Nacional de Catequese na Conferência Episcopal Chilena entre 1997 e 2001.
Em 2001, na VII Assembleia Geral de Adsis, realizada em Vitoria, foi eleito moderador geral do movimento e presidente da ONG Fundação Adsis, cargos que ocupou até 2013.
Regressou a Valdivia em 2014, sendo nomeado então por Dom Ignacio Francisco Ducasse Medina como pároco das paróquias São Paulo e São Pio, assessor da Pastoral de Educação Superior Diocesana, e capelão das universiades Santo Tomás e San Sebastián.
Em 2017, foi nomeado diretor da Casa de Formação Diocesana San Lorenzo. Também veio a se tornar membro do Conselho de Presbíteros e do Colégio de Consultores de Valdivia. Em 26 de agosto do mesmo, o Papa Francisco o fez administrador apostólico de Valdivia, vacante com a saída de Dom Ignacio Ducasse para a Arquidiocese de Antofagasta. Esteve no comando de Valdivia por quase quatro anos, até que, em 19 de março de 2021, deu posse ao novo bispo eleito, Dom Santiago Jaime Silva Retamales. Desde então, vem exercendo a função de vigário-geral diocesano.